# Monohedotrochus
Genre
Monohedotrochus est un genre de coraux durs de la famille des Caryophylliidae.

## Liste d'espèces
Selon World Register of Marine Species (12 février 2019) :
- Monohedotrochus capitolii Kitahara & Cairns, 2005
- Monohedotrochus circularis Cairns, 1998
- Monohedotrochus epithecatus Cairns, 1999

## Publication originale
- Kitahara & Cairns, 2005 : Monohedotrochus capitolii, a new genus and species of solitary azooxanthellate coral (Scleractinia, Caryophylliidae) from southern Brazil. Zoologische Mededelingen, vol. 79, n. 2, pp. 115-121 (texte intégral) (en).